# Fermin od Amiensa
Sveti Fermin od Amiensa (lat. Firminus, španj. Fermin; Pamplona, oko 272. ? - Amiens, oko 303.), biskup Pamplone i kršćanski mučenik pogubljen za vrijeme Dioklecijanovih progona.

## Životopis
Sveti Fermin rođen je u Pamploni oko 272., a navodno je iz rimske obitelji senatorskog staleža. Postao je svećenik, a poslije i prvi biskup Pamplone. Šireći evanđelje se uputio u Amiens gdje je ubijen odsijecanjem glave. Tamo je početkom 16. stoljeća podignuta Amjenska katedrala.
Slavi ga se kao zaštitnika Navarre u čijem glavnom gradu Pamploni se održava svetkovina Sanfermines čiji je dio znamenita utrka bikova kroz grad, poznata kao "Encierro".

## Vanjske poveznice
- Catholic Encyclopedia: Diocese of Pamplona
- St. Farmin's Well  Arhivirana inačica izvorne stranice od 14. listopada 2008. (Wayback Machine)